# Слипченко, Михаил Васильевич
Михаил Васильевич Слипченко (род. 14 июня 1957, Фастов) — советский и российский хоккеист, защитник. Мастер спорта СССР международного класса. Тренер.

## Биография
В сезоне 1975/76 играл в Кубке СССР за «Динамо» Москва. Следующий сезон начал в команде второй лиги «Динамо» Минск, затем вернулся в московское «Динамо», где играл до 1985 года. В сезоне 1989/90 выступал за «Динамо-2» Москва во второй лиге, в следующем сезона — за «Металлист» (Снегири) в турнире ВДФСО профсоюзов среди команд КФК. В сезоне 1993/94 играл за «Динамо» и «Динамо-2» Москва.
Участник матчей второй сборной СССР и «Динамо» против клубов ВХА (1978—1979), матчей «Динамо» против клубов НХЛ (1979—1980).
В 1987—2004 годах тренер СДЮШОР «Динамо» Москва. В сезоне 2004—2005 — тренер команды «Спартака» Москва 1990 г. р.. Главный тренер юниорской сборной России в 2004—2005 годах (Мемориал Ивана Глинки и Мировой кубок вызова (2004), чемпионат мира 2005).
Тренер в школах «Белые медведи» (2005—2008), «Крылья Советов» (2010—2013), ЦСКА (с 2013).

## Достижения
- Чемпион Европы среди юниорских команд: 1976
- Чемпион мира среди молодёжных команд: 1977
- Второй призёр чемпионата СССР (4): 1978, 1979, 1980, 1985
- Третий призёр чемпионата СССР (3): 1981, 1982, 1983
- Обладатель Кубка СССР: 1976
- Финалист Кубка СССР: 1979
- Обладатель Кубка Шпенглера: 1983